# Конго-Мару
Конго-Мару — транспортне судно, яке під час Другої світової війни було переобладнане у допоміжний крейсер та взяло участь у операціях японських збройних сил в архіпелазі Бісмарка, Новій Гвінеї та на Вейку.

## Передвоєнна служба
Конго-Мару спорудили в 1935 році на верфі Harima Shibuilding and Engineering на замовлення компанії Kokusai Kisen. Окрім перевезення вантажів, воно могло також брати на борт 12 пасажирів. У найближчі роки судно використовували в міжнародних перевезеннях між японськими портами Йокогамою, Моджі, Кобе та Лос-Анджелесом, Галверстоном, Нью-Орлеаном, Балтімором, Нью-Йорком, Манілою, Сінгапуром, Пенангом.
6 серпня 1941-го Конго-Мару реквізували для потреб Імперського флоту Японії. З 3 вересня по 14 жовтня 1941-го на верфі Harima Zosen в Айой воно пройшло переобладнання в допоміжний легкий крейсер. Судно озброїли чотирма 140-мм гарматами, двома 13-мм зенітними кулеметами та двома 533-мм торпедними апаратами.

## Операція проти Вейку
23 листопада 1941-го судно вийшло з Йокогами та 30 листопада прибуло до Труку (Каролінські острови) — ключової бази японців на південно-східному театрі бойових дій, з якої в наступні два роки провадитимуться операції та здійснюватиметься постачання японських сил у низці архіпелагів. 3 грудня воно перейшло далі на схід на атол Вотьє (Маршаллові острови), де прийняло на борт вантаж. 6 грудня Конго-Мару перейшло на атол Кваджалейн того ж архіпелагу, звідки 8 грудня 1941-го до острова Вейк вирушили сили вторгнення. Конго-Мару разом з іншим переобладнаним легким крейсером Кінрю-Мару перевозили 450 бійців морської піхоти.
11 грудня поблизу Вейка з'єднання неочікувано втратило 2 есмінці. Конго-Мару теж потрапив під авіаудар, внаслідок чого на ньому виникла пожежа. Все це змусило японського командувача віддати наказ про повернення.
13 грудня корабель повернувся на Кваджалейн. Отримані пошкодження не завадили йому взяти участь у другій операції. 21 грудня Конго-Мару(так само як і «Кінрю-Мару») вирушив у другий похід до Вейку в складі з'єднання, підсиленого важкими крейсерами, а 23 грудня острів був захоплений. Того ж дня Конго-Мару вийшов з Вейку, відвідав Кваджелейн, а 29 грудня 1941-го повернувся на Трук.

## Операція в архіпелазі Бісмарка
8—10 січня 1942-го Конго-Мару перейшов на острів Гуам, де формувалось десантне з'єднання для операції з заволодіння Рабаулом на острові Нова Британія (архіпелаг Бісмарка). У гавані Апра на кораблі взяли 5 тисяч військовослужбовців, після чого 14 січня конвой вийшов з Гуаму під охороною мінних загороджувачів «Окіносіма» і «Цугару» та двох есмінців. 18 січня до конвою приєднався танкер Kijo Maru № 2 Go, а 20 січня ескорт значно посилився за рахунок легкого крейсера «Юбарі» і чотирьох есмінців. Також у операції взяли участь переобладнані мінні загороджувачі «Теньо-Мару» (перевозив будівельні матеріали) та «Токіва» (одразу після висадки почав виставляти оборонні мінні поля навколо Рабаулу), гідроавіаносець «Кійокава-Мару» (забезпечував авіаційне прикриття із ближніх підступів до Рабаулу), транспорти Кокай-Мару та Козуй-Мару.
Невдовзі після опівночі 23 січня «Окіносіма» під прикриттям «Цугару» почав висадку передового загону в Рабаулі. Тієї ж доби висадив свій десант у бухті Сімпсон і Конго-Мару. Переважаючі сили десанту швидко зім'яли австралійський гарнізон та захопили місто, яке надалі на два роки стало головною передовою базою у боротьбі за Соломонові острови та Нову Гвінею.
25 січня Конго-Мару поповнив запаси палива від Kijo Maru № 2 Go, а 28—30 січня здійснив рейс до острова Мортлок (атол Такуу північніше від Соломонових островів, за пів тисячі кілометрів на схід від Рабаулу).
З лютого Конго-Мару прибув на Трук, а вже 6 числа досяг Гуаму. Далі він відвідав ще два острови Маріанського архіпелагу — Сайпан та Тініан, після чого 17 лютого знову опинився у Рабаулі.

## Вторгнення на Нову Гвінею

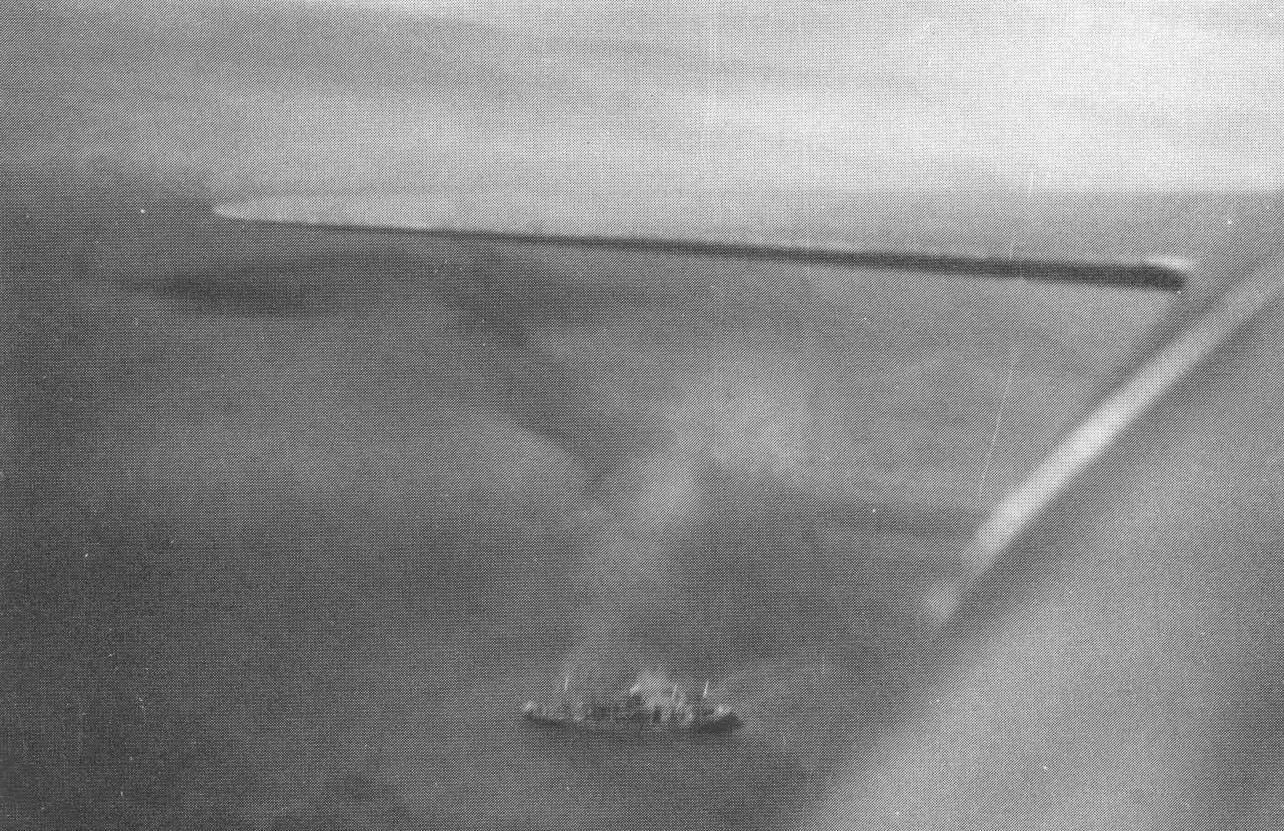
Конго-Мару тоне в Лае, знімок з літака

5 березня 1942-го Конго-Мару з прийнятими на борт військами вирушив для десантної операції на східному узбережжі Нової Гвінеї в Лае (у глибині затоки Гуон, котра розділяє півострови Папуа та Гуон). До цієї ж операції залучили транспорт Кокай-Мару, тоді як Кінрю-Мару, Йокогама-Мару та Чайна-Мару мали завдання доправити штурмовий загін до Саламауа, дещо південніше по узбережжю затоки Гуон. 8 березня 1942-го Конго-Мару прибув до місця призначення та почав вигрузку військ та вантажів.
Японці розраховували після відновлення аеродрому в Лае розмістити на ньому винищувальну ескадрилью. Втім, їм не вдалось зробити це до 10 березня, коли по десантному загону завдали удару 104 американські літаки, що піднялись у Кораловому морі з авіаносців Лексингтон та Йорктаун і перелетіли над хребтом Овен-Стенлі, що тягнеться уздовж півострова Папуа. Пришвартований у пірса Конго-Мару був вражений пікіруючими бомбардувальниками з Лексингтону та затонув. Саме на ньому японці втратили абсолютну більшість із 132 осіб, які загинули під час авіанальоту (тоді ж були потоплені транспорт Йокогама-Мару та переобладнаний мінний загороджувач «Теньо-Мару» і переобладнаний тральщик Тама-Мару № 2). Нападники втратили лише один літак, збитий зенітним вогнем.